# Jonas Senoner
Jonas Senoner (1986) è un ex sciatore alpino e sciatore freestyle italiano.

## Biografia
Attivo principalmente nello sci alpino, Senoner debuttò in gare FIS dal dicembre del 2001, in Coppa Europa esordì il 15 dicembre 2006 a San Vigilio/Plan de Corones in slalom gigante, senza completare la prova; colse il miglior piazzamento l'11 febbraio 2011 a Monte Pora nella medesima specialità (12º) e prese per l'ultima volta il via il 17 marzo 2012 a La Thuile sempre in slalom gigante (35º). Si ritirò al termine di quella stessa stagione 2011-2012 e la sua ultima gara fu uno slalom gigante FIS disputato a Pampeago il 28 marzo, chiuso da Senoner al 7º posto; nella successiva stagione 2012-2013 gareggiò anche nel freestyle, specialità ski cross, disputando la gara di Coppa del Mondo di San Candido del 23 dicembre e classificandosi al 71º posto. Non debuttò nella Coppa del Mondo di sci alpino e non prese parte a rassegne olimpiche o iridate, né nello sci alpino né nel freestyle.

## Palmarès

### Sci alpino

#### Coppa Europa
- Miglior piazzamento in classifica generale: 133º nel 2011

#### Campionati italiani
- 1 medaglia:
  - 1 bronzo (combinata nel 2009[1])